# Sai
Sai  (japansk: 釵, lit. 'hårnål'; kinesisk: 鐵尺 lit. jernherskeren er et traditionelt asiatisk nærkampsvåben, som bliver brugt til at stikke og blokere modgående angreb. Våbenet er oftest set i ninjutsu, samt også kobujutsu, dog er våbnene også ofte brugt i traditionel kinesisk kampsport. Våbenet er ofte opbygget af tre spidser, en midter spids, og to mindre spidser som går ud fra siden, som altså er brugt til at blokere angreb. Der er mange forskellige slags spidse, med mange forskellige funktioner, som bliver brugt til angreb og blokering.